# Hennan
Hennan (Hennansjön) är en sjö i Ljusdals kommun i Hälsingland och ingår i Ljusnans huvudavrinningsområde. Sjön har en area på 23,6 kvadratkilometer och ligger 208 meter över havet. Sjön avvattnas av vattendraget Sillerboån (Väljeån).
Hennan  är en mer än milslång och har en långsmal utsträckning mellan samhällena Ramsjö och Hennan. Största tillflöden är Enån och Svartån. Utlopp till Ljusnan genom Väljeån, Storsjön, Leån, Letsjön, Sillerboån och Växnan.

## Delavrinningsområde
Hennan ingår i delavrinningsområde (688575-149842) som SMHI kallar för Utloppet av Hennan. Medelhöjden är 261 meter över havet och ytan är 90 kvadratkilometer. Räknas de 57 avrinningsområdena uppströms in blir den ackumulerade arean 617,28 kvadratkilometer. Sillerboån (Väljeån) som avvattnar avrinningsområdet har biflödesordning 2, vilket innebär att vattnet flödar genom totalt 2 vattendrag innan det når havet efter 153 kilometer. Avrinningsområdet består mestadels av skog (66 procent). Avrinningsområdet har 23,73 kvadratkilometer vattenytor vilket ger det en sjöprocent på 26,4 procent.